# Cadel Evans Great Ocean Road Race 2024
Das Cadel Evans Great Ocean Road Race 2024 war die 8. Austragung des australischen Eintagesrennens. Das Rennen fand am 28. Januar 2024 statt und war Teil der UCI WorldTour 2024.
Im Sprint aus einer 19 Fahrer umfassenden Gruppe setzte sich der Neuseeländer Laurence Pithie (Groupama-FDJ) vor Natnael Tesfatsion (Lidl-Trek) und Georg Zimmermann (Intermarché-Wanty) durch.

## Teilnehmende Mannschaften und Fahrer
Neben zehn der 18 UCI WorldTeams gingen auch ein UCI ProTeam und zwei UCI Continental Teams bei dem Rennen an den Start. Für jede Mannschaft waren sieben Fahrer startberechtigt, wobei die Teams Astana Qazaqstan und Groupama-FDJ nur sechs bzw. fünf Fahrer entsandten. Eddy Finé (Cofidis) nahm das Rennen nicht in Angriff.
Mit Elia Viviani (Ineos Grenadiers) plante nur ein ehemaliger Sieger des Rennens, bei der 8. Austragung zu starten.
Als Favoriten galten in erster Linie die endschnellen Klassiker-Spezialisten wie Biniam Girmay (Intermarché-Wanty), Jhonatan Narváez (Ineos Grenadiers), Stephen Williams (Israel-Premier Tech) und Laurence Pithie (Groupama-FDJ). Hinzu kamen Lucas Plapp, Chris Harper (Jayco AlUla), Oscar Onley (dsm-firmenich PostNL), Quinn Simmons, Bauke Mollema (Lidl-Trek) und Corbin Strong, sowie die Sprinter Caleb Ewan (Jayco AlUla) und Elia Viviani.
| UCI WorldTeams | UCI WorldTeams                  | UCI WorldTeams | UCI WorldTeams        | UCI WorldTeams | UCI WorldTeams            | UCI ProTeams | UCI ProTeams        | UCI Continental Teams | UCI Continental Teams |
| -------------- | ------------------------------- | -------------- | --------------------- | -------------- | ------------------------- | ------------ | ------------------- | --------------------- | --------------------- |
| ADC            | Alpecin-Deceuninck              | EFE            | EF Education-EasyPost | DFP            | Team dsm-firmenich PostNL | IPT          | Israel-Premier Tech | ARA                   | ARA Skip Capital      |
| ARK            | Arkéa-B&B Hotels                | GFC            | Groupama-FDJ          | JAY            | Team Jayco AlUla          |              |                     | BLN                   | Team BridgeLane       |
| AST            | Astana Qazaqstan Team           | IGD            | Ineos Grenadiers      | TVL            | Team Visma-Lease a Bike   |              |                     |                       |                       |
| TBV            | Bahrain Victorious              | IWA            | Intermarché-Wanty     | UAD            | UAE Team Emirates         |              |                     |                       |                       |
| BOH            | Bora-Hansgrohe                  | LTK            | Lidl-Trek             |                |                           |              |                     |                       |                       |
| COF            | Cofidis                         | MOV            | Movistar Team         |                |                           |              |                     |                       |                       |
| DAT            | Decathlon AG2R La Mondiale Team | SOQ            | Soudal Quick-Step     |                |                           |              |                     |                       |                       |

## Streckenführung
Das 176 Kilometer lange Rennen wurde auf derselben Strecke wie im Vorjahr ausgetragen. Nach einer großen Schleife auf der ersten Rennhälfte musste ein 17 Kilometer langer Rundkurs im Start- und Zielort Geelong viereinhalb Mal absolviert werden.
Nach dem Start an der Geelong Waterfront führte das Rennen in Richtung Westen, wo nach 6,5 Kilometern die erste Steigung von Wandana Heights (143 m) befahren wurde. Über Moriac ging es nun zum südlichsten Punkt der Strecke in Bells Beach. Anschließend erreichten die Fahrer die Küste und fuhren Richtung Norden nach Torquay, wo bei Kilometer 56,5 eine Sprintwertung ausgefahren wurde. In Küstennähe ging es weiter nach Barwon Heads. Hier fand nach 79,5 Kilometern der zweite Zwischensprint statt, ehe der finale Rundkurs von Geelong erreicht wurde. Noch vor der ersten Zieldurchfahrt wurde mit der Challambra Crescent (121 m) das Herzstück des Rundkurses bei Kilometer 115,5 befahren.
Nach der ersten Zieldurchfahrt folgten vier Runden zu je 17 Kilometern. Die Fahrer bogen kurz nach dem Zielstrich rechts ab und gelangten über die Yarra Street und Moorabool Street zum Barwon River, der anschließend überquert wurde. Am Südufer entlang ging es nun zum Einstieg der Challambra Crescent, die im Schnitt eine Steigung von rund 7,5 % aufwies und im oberen Teil maximale Steigungsprozente von über 11 % erreichte. Am Ende der 1,3 Kilometer langen Steigung wurde beim Montpellier Park bei den ersten drei Überfahrten eine Bergwertung abgenommen. Nach der Kuppe führten die letzten 9 Kilometer größtenteils bergab und flach zum Ziel. Über die Queens Bridge überquerten die Fahrer den Barwon River erneut und gelangten zur Melville Avenue, wo eine kurze Rampe mit Steigungsprozenten von bis zu 20 % befahren werden musste. Die letzten Kilometer führten über die Minerva Road und Church Stree' zur Küste, wo sich der Zielstrich bei der Geelong Waterfront befand.
|                     | km    | Höhe  | Länge (km) | Ø Steigung |
| ------------------- | ----- | ----- | ---------- | ---------- |
| Torqay              | 56,5  |       |            |            |
| Barwon Heads        | 79,5  |       |            |            |
| Challambra Crescent | 115,5 | 121 m | 1,3        | 7,9 %      |
| Zieldurchfahrt      | 124   |       |            |            |
| Challambra Crescent | 132   | 121 m | 1,3        | 7,9 %      |
| Zieldurchfahrt      | 141   |       |            |            |
| Zwischensprint      | 141   |       |            |            |
| Challambra Crescent | 149   | 121 m | 1,3        | 7,9 %      |
| Zieldurchfahrt      | 158   |       |            |            |
| Challambra Crescent | 166   | 121 m | 1,3        | 7,9 %      |
| Zieldurchfahrt      | 176   |       |            |            |

## Rennverlauf und Ergebnis
Unmittelbar nach dem Start setzten sich mit Jackson Medway (Team BridgeLane), Dylan Proctor-Parker und Joshua Cranage (beide ARA Skip Capital) drei Fahrer vom Hauptfeld ab. Kurz darauf schaffte auch Zac Marriage (Team BridgeLane) den Sprung in die Ausreißergruppe. Das Quartett fuhr einen Vorsprung von rund vier Minuten heraus, ehe Jackson Medway den ersten Zwischensprint vor Joshua Cranage und Zac Marriage gewann. Auch beim zweiten Zwischensprint, der nach rund 80 Kilometern ausgefahren wurde, sicherte sich Jackson Medway die meisten Punkte. Im Hauptfeld war unterdessen Oscar Onley (dsm-firmenich PostNL) zu Sturz gekommen, der das Rennen aufgrund eines Schlüsselbeinbruchs aufgeben musste. Bei der ersten Auffahrt der Challambra Crescent verloren Dylan Proctor-Parker und Joshua Cranage den Kontakt zur Spitzengruppe und wurden kurz darauf vom Hauptfeld eingeholt. Zac Marriage sicherte sich auf dem abschließenden Rundkurs dreimal die Bergwertung der Challambra Crescent, ehe auch er und sein Teamkollege Jackson Medway 26 Kilometer vor dem Ziel vom Peloton gestellt wurden.
In der vorletzten Runde animierte in erster Linie das Lidl-Trek Team das Rennen, wobei Quinn Simmons, Juan Pedro López und Bauke Mollema nacheinander angriffen. Keiner der drei Fahrer konnte sich jedoch längerfristig absetzen, wodurch ein größeres Fahrerfeld den Anstieg der Challambra Crescent ein letztes Mal in Angriff nahm. Zunächst war es die Israel-Premier-Tech-Mannschaft, die das Feld in die Länge zog, ehe sich nach Angriffen von Lucas Plapp (Jayco AlUla) und Jhonatan Narváez (Ineos Grenadiers) eine rund 20 Fahrer umfassende Gruppe über die Kuppe hinweg absetzte. Nicht in der neuen Spitzengruppe vertreten waren unter anderen Caleb Ewan (Jayco AlUla) und Elia Viviani (Ineos Grenadiers).
In der kurzen Rampe der Melville Avenue griff Archie Ryan (EF Education-EasyPost) an, konnte sich jedoch nicht entscheidend absetzen. Auch eine weitere Attacke von Lucas Plapp zeigte keine Wirkung, ehe Quinn Simmons rund vier Kilometer vor dem Ziel antrat. Der US-Amerikaner konnte eine kleine Lücke herausfahren, ehe er 900 Meter vor dem Ziel gestellt wurde. Im Anschluss griff sein Teamkollege Bauke Mollema an. Da sich der Niederländer jedoch nicht absetzen konnte, fuhr er den Sprint für die verbliebenen Fahrer an, in dem sich Laurence Pithie (Groupama-FDJ) knapp vor Natnael Tesfatsion (Lidl-Trek) und Georg Zimmermann (Intermarché-Wanty) durchsetzte.
| Ergebnis \| Platz \| Fahrer \| Nation \| Team \| Zeit \| \| ----- \| ------------------ \| ------ \| ------------------------- \| ---------------------- \| \| 01. \| Laurence Pithie \| NZL \| Groupama-FDJ \| 4:17:40 h (40,58 km/h) \| \| 02. \| Natnael Tesfatsion \| ERI \| Lidl-Trek \| " \| \| 03. \| Georg Zimmermann \| GER \| Intermarché-Wanty \| " \| \| 04. \| Corbin Strong \| NZL \| Israel-Premier Tech \| " \| \| 05. \| Jhonatan Narváez \| ECU \| Ineos Grenadiers \| " \| \| 06. \| Axel Mariault \| FRA \| Cofidis \| " \| \| 07. \| Chris Hamilton \| AUS \| Team dsm-firmenich PostNL \| " \| \| 08. \| Christian Scaroni \| ITA \| Astana Qazaqstan Team \| " \| \| 09. \| Jonas Rutsch \| GER \| EF Education-EasyPost \| " \| \| 10. \| Louis Barré \| FRA \| Arkéa-B&B Hotels \| " \| |                    |        |                           |                        |
| Platz | Fahrer             | Nation | Team                      | Zeit                   |
| 01. | Laurence Pithie    | NZL    | Groupama-FDJ              | 4:17:40 h (40,58 km/h) |
| 02. | Natnael Tesfatsion | ERI    | Lidl-Trek                 | "                      |
| 03. | Georg Zimmermann   | GER    | Intermarché-Wanty         | "                      |
| 04. | Corbin Strong      | NZL    | Israel-Premier Tech       | "                      |
| 05. | Jhonatan Narváez   | ECU    | Ineos Grenadiers          | "                      |
| 06. | Axel Mariault      | FRA    | Cofidis                   | "                      |
| 07. | Chris Hamilton     | AUS    | Team dsm-firmenich PostNL | "                      |
| 08. | Christian Scaroni  | ITA    | Astana Qazaqstan Team     | "                      |
| 09. | Jonas Rutsch       | GER    | EF Education-EasyPost     | "                      |
| 10. | Louis Barré        | FRA    | Arkéa-B&B Hotels          | "                      |

| Fahrer         | Nation      | Team            | Punkte      |
| Bergwertung    | Bergwertung | Bergwertung     | Bergwertung |
| -------------- | ----------- | --------------- | ----------- |
| Zac Marriage   | AUS         | Team Bridgelane | 15          |
| Sprintwertung  |             |                 |             |
| Jackson Medway | AUS         | Team Bridgelane | 9           |

## Vergabe der UCI-Punkte
Das Cadel Evans Great Ocean Road Race 2024 war Teil der UCI WorldTour 2024. Nach dem Rennen wurden UCI-Punkte vergeben, die sich auf die Platzierung der Fahrer und Mannschaften im UCI-Ranking auswirkten. Die Punktevergabe erfolgt nach folgendem Schlüssel:
| Platzierung  | 1.  | 2.  | 3.  | 4.  | 5.  | 6.  | 7. | 8. | 9. | 10. | Anmerkung                              |
| ------------ | --- | --- | --- | --- | --- | --- | -- | -- | -- | --- | -------------------------------------- |
| Tageswertung | 300 | 250 | 215 | 175 | 120 | 115 | 95 | 75 | 60 | 50  | gestaffelt bis zum 60. Platz (1 Punkt) |